# Lennard-Jones-potentialet
Lennard-Jones-potentialet beskriver intermolekylær kræfter. Den frastødende del kommer fra Paulis udelukkelsesprincip, mens den tiltrækkende del er en dipol-dipol-interaktion kaldet en Londonbinding. Potentialet {\displaystyle V} er givet ved:
{\displaystyle V=4\varepsilon \left(\left({\frac {\sigma }{r}}\right)^{12}-\left({\frac {\sigma }{r}}\right)^{6}\right)}
hvor {\displaystyle r} er afstanden, mens {\displaystyle \varepsilon } og {\displaystyle \sigma } er konstanter.
Potentialet er opkaldt efter John Lennard-Jones.